# Jorge Pires
Jorge Manuel Pires Cordeiro (Pelotas, 7 de janeiro de 1931 - São Paulo, 23 de junho de 2000) foi um ator e dublador brasileiro. 